# Modus (série télévisée)
Pour les articles homonymes, voir Modus.
Modus est une série télévisée suédoise en seize épisodes de 45 minutes diffusée entre le 23 septembre 2015 et le 14 décembre 2017 sur TV4.
En France, la série a été diffusée dans Serial Thriller à partir du 3 janvier 2016 sur 13e rue, et en Suisse sur RTS Un. Elle reste inédite dans les autres pays francophones.

## Synopsis

### Saison 1
Lors de la réception de mariage de sa tante, une enfant autiste est témoin d'un meurtre. L'assassin la sauve d'un accident…

### Saison 2
La Présidente des États-Unis d'Amérique est en visite en Suède. Lors de la nuit elle disparait sans laisser de traces…

## Distribution

### Acteurs principaux
- Melinda Kinnaman (VF : Hélène Bizot) : Inger Johanne Vik
- Henrik Norlén (VF : Gilduin Tissier) : Ingvar Nymann
- Esmeralda Struwe (VF : Léopoldine Serre) : Stina Vik

#### Saison 1
- Marek Oravec : Richard Forrester
- Simon J. Berger (VF : Sylvain Agaësse) : Isak Aronson
- Lily Wahlsten : Linnéa Vik
- Krister Henriksson : Erik Lindgren
- Cecilia Nilsson (sv) : Elisabeth Lindgren
- Johan Widerberg (VF : Hervé Rey) : Lukas Lindgren
- Ellen Mattsson (sv) : Astrid Friberg
- Magnus Roosmann (sv) : Magnus Ståhl
- Peter Jöback : Rolf Ljungberg
- Josefine Tengblad : Sophie Dahlberg
- Julia Dufvenius (sv) (VF : Laurence Dourlens) : Isabella Levi
- Siw Erixon (sv) : Kerstin Vik
- Simon Norrthon (sv) : Lennart Carlsson
- Liv Mjönes : Patricia Green
- Alexandra Rapaport (VF : Véronique Desmadryl) : Ulrika Sjöberg
- Suzanne Reuter (sv) : Viveka Wallin
- Annika Hallin (VF : Brigitte Aubry) : Hedvig Nyström
- Björn Andersson (sv) (VF : Gabriel Le Doze) : Alfred Nyman
- Anki Lidén (VF : Marie-Madeleine Burguet-Le Doze) : Gunilla Larsson
- Per Ragnar (sv) : Hasse
- Eva Melander : Marianne Larsson
- Chatarina Larsson (sv) : Elsa
- Mårten Klingberg (sv) : Tobias Faber

#### Saison 2
- Greg Wise (VF : Bernard Bollet) : Warren Schifford
- Kim Cattrall (VF : Micky Sébastian) : Présidente Helen Taylor
- Paprika Steen (VF : Céline Duhamel) : Alva Roos
- Billy Campbell (VF : Emmanuel Jacomy) : Dale Taylor
- Anja Lundqvist (sv) : Jessica Östling

### Version française
- Société de doublage : Dubbing Brothers
- Direction artistique : Julien Kramer
- Adaptation des dialogues : Christian Niemiec, Ludovic Manchette et Olivier Delebarre

 Source et légende : version française (VF) sur RS Doublage